# Port de pêche
Pour les articles homonymes, voir Pêche.

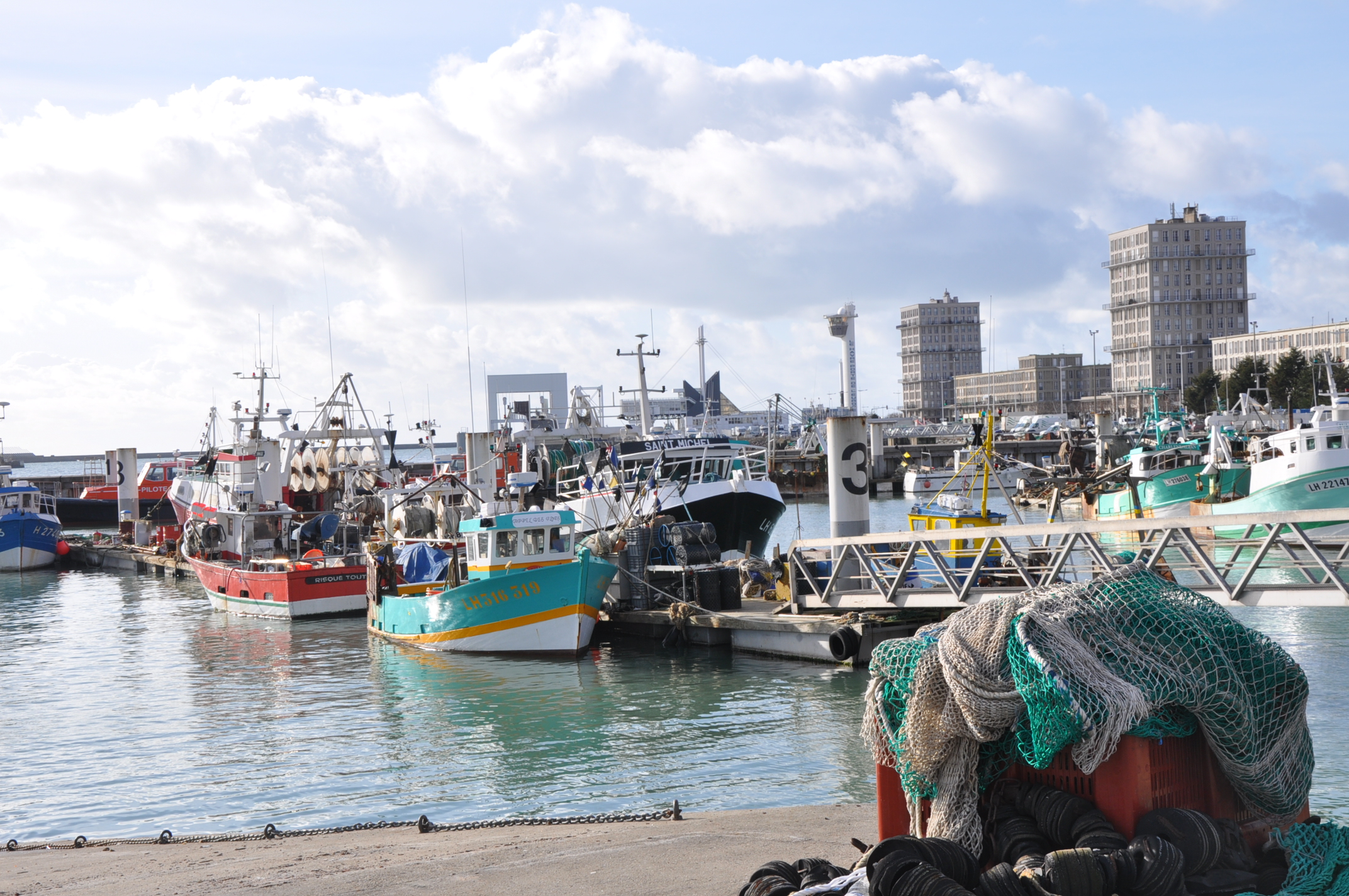
Port de pêche du Havre (France)

Un port de pêche est un port situé en bord de mer, d’étendue d’eau ou de rivière et réservé aux embarcations ou aux navires de pêche. Grâce à ses infrastructures, il permet et facilite le débarquement de leur chargement.
En France, il existe 65 ports de pêche dont 42 possèdent une halle à marée. Les ports de pêche français sont gérés par les collectivités locales ou bien par les chambres de commerce et d'industrie (CCI). Toujours en France, en 2012, concernant les ventes en criée, le premier port en tonnage est celui de Boulogne-sur-Mer dans le Pas-de-Calais (31 052 t) , dépassé depuis 2013 en valeur par celui de Lorient. En 2020, Boulogne-sur-mer continue à dominer la pêche française avec un tonnage de 27 859 pour une valeur de 65,1 millions d'euros, devant Lorient (17 898 tonnes, 64 millions d'euros) et Le Guilvinec (13 338 tonnes, 53,71 millions d'euros). 
Il considère la conduite des Ports Corporation et abris de pêche en ténès (EGPP/TENES) institution économique général bénéficiant du statut juridique et de l'autonomie financière établie sous la forme d'une branche pour le ténès Port Corporation, et son statut de commerçant dans ses rapports avec les tiers, et sont donc soumis aux dispositions du Code de commerce.
Il représente également l'autorité portuaire dans le cadre du contrôle et de la lutte contre les irrégularités affectant la préservation de la propriété et le port en fonction de la 05_98 jugé inclus le droit de droit maritime.